# Abbott-papyrusen

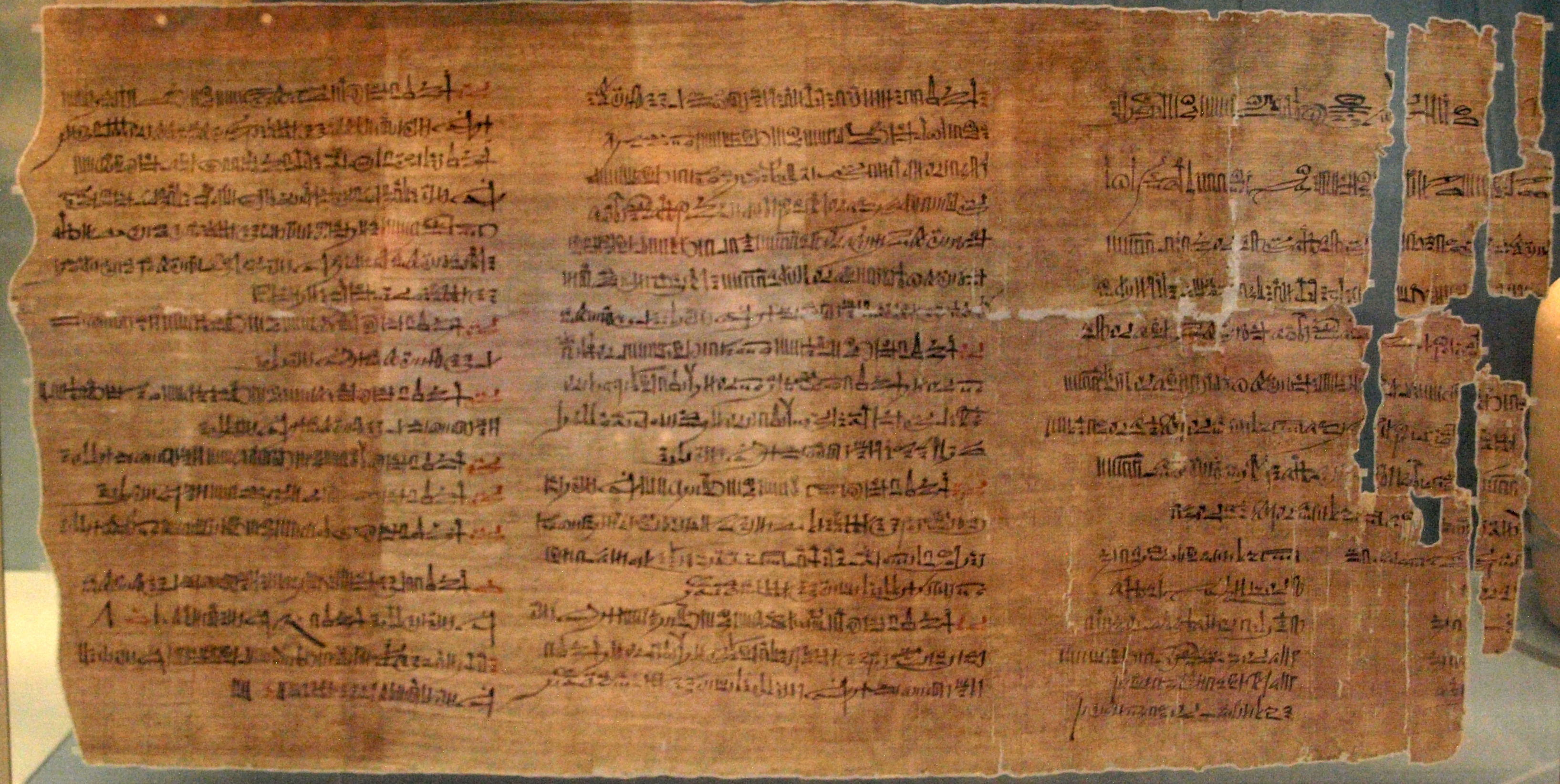
Abbott-papyrusen.

Abbott-papyrusen (EA 10221) är ett papyrusfynd från Forntida Egypten och innehåller den äldsta bevarade utredningen om gravplundring (liknande berättelser återfinns även i Amherst-papyrusen och Mayer papyri). Manuskriptet dateras till cirka 1100-talet f.Kr. under Egyptens tjugonde dynasti och förvaras idag på British Museum i London.

## Manuskriptet
Abbott-papyrusen är en välbevarad papyrusrulle med en storlek på cirka 220 × 42,5 cm.
Texten är skriven både på rectosidan och på versosidan. Rectosidan omfattar 7 textkolumner med en bredd på mellan 25 och 30 cm. Versosidan omfattar endast 2 kolumner med en bredd på mellan 18 och 20 cm, här finns namnen på samtliga misstänkta tjuvar nedtecknade.
Manuskriptet beskriver att Paser, borgmästare över Thebes östra del, fått rapporter om gravplundringar av flera av de kungliga gravplatserna i nekropolen kring Thebe och Konungarnas dal på västra sidan Nilen. Paser startade en utredning under det 16:e regeringsåret av Ramses IXs regeringstid trots att gravområdet inte låg inom hans förvaltningsområde. Utredningen skulle påvisa kompetensbrister hos hans rival Paweraa (borgmästare över Thebes västra del). Utredningen visade dock att endast 1 grav (farao Sobekemsaf II, Egyptens sjuttonde dynasti) hade blivit plundrad vilket sätter Paser i ett dåligt läge gentemot Paweraa.
Texten är skriven i hieratisk skrift och manuskriptet dateras till cirka 1140 f. Kr. under Ramses IXs regeringstid. Brittiske egyptologen Thomas Eric Peet fastlägger datumet till en 4-dagars period mellan den 18:e och den 21:a dagen den 3:e månaden av översvämningsperioden (Akhet)

## Historia
Det är inte känt när papyrusen upptäcktes men den inköptes till British Museum 1857 i Kairo från Dr Henry William Charles Abbott. Troligen hittades papyrusen i Thebe
Manuskriptet ger en god inblick i rättsväsendets struktur i forntida Egypten, det bekräftar även den växande oordningen i samhällsstrukturen som rådde i slutet av tjugonde dynastin.
1871 publicerade franske Gaston Maspero en första beskrivning i boken "Une Enquête judiciaire à Thébes au temps de la XXe dynastie".
1899 publicerade brittiske Samuel Birch en beskrivning i François Chabas bok "Oeuvres diverses vol. I".
1930 publicerade Thomas Eric Peet en översättning i boken "The Great Tomb Robberies of the Twentieth Egyptian Dynasty".
Manuskriptets arkivnummer på British Museum är EA 10221.